# 软实力
软实力（英語：soft power），是指在国际关系中，一个国家所具有的除经济及军事外的第三方面实力，主要是文化、价值观、意识形态及民意等方面的影响力。此詞彙由美国哈佛大学教授約瑟夫·奈爾提出，根據其說法，硬实力是一国利用其军事力量和经济实力强迫或收买其他国家的能力，软实力则是“一国透过吸引和说服别国服从你的目标从而使你得到自己想要的东西的能力”。约瑟夫·奈尔教授认为一个国家的软实力主要存在于三种资源中：“文化（在能对他国产生吸引力的地方起作用）、政治价值观（当这个国家在国内外努力实践这些价值观时）及外交政策（当政策需被认为合法且具有道德威信时）”。美国学者尼古拉斯·欧维纳则认为：“军事以外的影响力都是软实力，包括意识形态和政治价值的吸引力、文化感召力等。”《论语》季氏篇夫子曰：“远人不服，则修文德以来之”，“文德”即是软实力。类似的概念有巧实力等。

## 描述

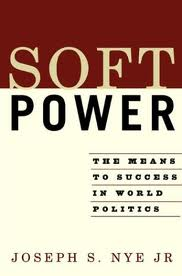
约瑟夫·奈伊 2004 年出版的描述“软实力”概念的书籍

牛津英语词典将“软实力”（指“（国家、州、联盟等的）权力，源于经济和文化影响力，而不是胁迫或军事力量”）一词的首次使用记录为 1985 年。约瑟夫·奈伊 在 20 世纪 80 年代后期推广了“软实力”的概念。对奈伊来说，权力是影响他人行为以获得预期结果的能力。实现这一目标的方法有很多：可以用威胁胁迫他人；可以用报酬引诱他人；或者可以吸引和拉拢他人，让他们想要自己想要的东西。这种软实力——让别人想要你想要的结果——是拉拢人而不是胁迫人。
软实力与“硬实力”形成对比——使用胁迫和报酬。软实力不仅可以由国家行使，也可以由国际政治中的所有行为体行使，如非政府组织或国际机构。 它也被一些人认为是“权力的第二张面孔”的一个例子，它间接地允许人们获得想要的结果。
根据奈伊的说法，一个国家的软实力取决于三种资源：“其文化（在它对其他国家有吸引力的地方）、其政治价值观（当它在国内外都能践行这些价值观时）及其外交政策（当其他国家认为它们合法并具有道德权威时）”。
“一个国家可能在世界政治中获得它想要的结果，因为其他国家——钦佩它的价值观，效仿它的榜样，渴望达到它的繁荣和开放水平——想要追随它。从这个意义上说，在世界政治中设定议程并吸引他人也很重要，而不仅仅是通过威胁使用军事力量或经济制裁来迫使他们改变。这种软实力——让别人想要你想要的结果——是拉拢人而不是胁迫人。”

软实力资源是产生吸引力的资产，而吸引力往往会导致默许。 奈伊断言，“诱惑总是比胁迫更有效，许多价值观，如民主、人权和个人机会，都具有极大的诱惑力。” 安吉洛·科德维拉观察到，软实力一个经常被忽视的重要方面是，不同的人群会被不同的事物、想法、形象或前景所吸引或排斥。当政策、文化或价值观排斥而不是吸引他人时，软实力就会受到阻碍。
奈伊在他的书中指出，软实力对政府来说是一种比硬实力更难掌握的工具，原因有两个：许多关键资源不在政府的控制范围内，而且软实力往往“通过塑造政策环境间接发挥作用，有时需要数年时间才能产生预期的结果”。 该书指出了软实力的三大类：“文化”、“政治价值观”和“政策”。
在《权力的未来》（2011 年）一书中，奈伊重申，软实力是一个描述性概念，而不是规范性概念。因此，软实力可以被用于邪恶的目的。“希特勒、斯大林和毛泽东在他们的追随者眼中都拥有巨大的软实力，但这并没有带来美好。扭转思想并不一定比拧动手臂更好。”奈伊还声称，软实力并不与现实主义的国际关系理论相矛盾。“软实力不是一种理想主义或自由主义的形式。它只是一种权力形式，是获得预期结果的一种方式。”

## 衡量
政府研究所 (IfG) 和媒体公司《Monocle》于 2010 年首次尝试通过综合指数来衡量软实力。 IfG-Monocle 软实力指数由当时的 IfG 高级研究员乔纳森·麦克洛里创建，该指数结合了一系列统计指标和主观小组评分来衡量 26 个国家的软实力资源。这些指标根据五个子指数的框架进行组织，包括文化、外交、教育、商业/创新和政府。据说该指数衡量的是各国的软实力资源，并没有直接转化为影响力。此后，《Monocle》每年都会发布一份“软实力调查”。截至 2016/17 年，该榜单是使用大约 50 个指标计算得出的，这些指标表明了软实力的使用，包括文化使团（主要是语言学校）的数量、奥运奖牌、一个国家的建筑质量和商业品牌。
“软实力 30 强”由媒体公司“Portland”于 2015 年制作和发布，其中包括约瑟夫·奈伊的前言。该排名基于“一个国家的政治制度质量、文化吸引力程度、外交网络的实力、高等教育体系的全球声誉、经济模式的吸引力以及一个国家与世界的数字互动”。
“埃尔卡诺全球存在报告”将欧盟的软实力排在首位。 因此，软实力代表着实现预期结果的第三种行为方式。软实力与硬实力形成对比，硬实力历来是衡量国家实力的主要现实主义指标，通过量化指标，如人口规模、具体的军事资产或一个国家的国内生产总值。但拥有这些资源并不总能产生预期的结果，正如美国在越南战争中发现的那样。
软实力的成功在很大程度上取决于行为体在国际社会中的声誉，以及行为体之间的信息流动。因此，软实力通常与全球化和新自由主义国际关系理论的兴起有关。流行文化和大众媒体经常被认为是软实力的来源，国家语言或特定规范结构的传播也是如此。更具体地说，世界新闻被发现对塑造外国的形象和声誉至关重要。例如，美国在国际新闻中的突出地位与其软实力有关。 积极的新闻报道与积极的国际观点相关，而消极的新闻报道与消极的观点相关。
| 排名 | 国家   |
| ---- | ------ |
| 1    | 美国   |
| 2    | 英国   |
| 3    | 德国   |
| 4    | 日本   |
| 5    | 中国   |
| 6    | 法國   |
| 7    | 加拿大 |
| 8    | 瑞士   |
| 9    | 義大利 |
| 10   | 阿联酋 |

| 排名 | 国家   |
| ---- | ------ |
| 1    | 美国   |
| 2    | 法國   |
| 3    | 英国   |
| 4    | 日本   |
| 5    | 德国   |
| 6    | 瑞士   |
| 7    |        |
| 8    | 西班牙 |
| 9    | 加拿大 |
| 10   | 中国   |

| 排名 | 国家   |
| ---- | ------ |
| 1    | 美国   |
| 2    | 丹麦   |
| 3    | 法國   |
| 4    |        |
| 5    | 瑞士   |
| 6    | 日本   |
| 7    | 德国   |
| 8    | 英国   |
| 9    | 義大利 |
| 10   | 乌克兰 |

| 排名 | 国家   |
| ---- | ------ |
| 1    | 法國   |
| 2    | 英国   |
| 3    | 德国   |
| 4    | 瑞典   |
| 5    | 美国   |
| 6    | 瑞士   |
| 7    | 加拿大 |
| 8    | 日本   |
| 9    |        |
| 10   | 荷蘭   |

## 軟實力排名

### 2012年
2012年的排名顯示，全球30個國家中，英國表現首度勝過美國，名列第一。此外，排在前10名的國家除了英美兩國，其後依序是德國、法國、瑞典、日本、丹麥、瑞士、澳大利亞和加拿大。在亞洲國家中，除了排名第6位的日本名列前茅，韓國也從去年的第14名提升至第11，中國的排名則從此前的第20名滑落至22名。

### 2013年
2013年的排名顯示，全球30個國家中，德國表現名列第一。此外，排在前10名的國家除了德國，其後依序是英國、美國、法國、日本、瑞典、澳大利亞、瑞士、加拿大和義大利。

### 2014年
2014年的排名顯示，全球30個國家中，美國的表現名列第一。此外，排在前10名的國家除了美國，其後依序是德國、英國、日本、法國、瑞士、澳大利亞、瑞典、丹麥和加拿大。在亞洲國家中，除了排名第4位的日本名列前茅，韓國較前年的第11名滑落至第15，中國的排名則從此前的第22名提升至19名。

### 2015年
2015年的排名顯示，全球30個國家中，德國表現名列第一。此外，排在前10名的國家除了德國，其後依序是美國、英國、日本、法國、澳大利亞、瑞典、瑞士、丹麥和加拿大。在亞洲國家中，除了排名第4位的日本名列前茅，韓國維持去年的第15名，中國的排名則從此前的第19名滑落至21名。

### 2016年
2016年的排名顯示，全球30個國家中，美國的表現名列第一。此外，排在前10名的國家除了美國，其後依序是德國、日本、英國、法國、澳大利亞、加拿大、瑞典、瑞士和丹麥。在亞洲國家中，除了排名第3位的日本名列前茅，韓國也從去年的第15名滑落至第17，中國的排名則從此前的第21名提升至20名。

### 2017年
2017年的排名顯示，全球30個國家中，加拿大的表現名列第一。此外，排在前10名的國家除了加拿大，其後依序是德國、法國、日本、英國、瑞士、美國、瑞典、澳大利亞和義大利。在亞洲國家中，除了排名第4位的日本名列前茅，韓國維持去年的第17名，中國的排名則從此前的第20名提升至19名。

### 2018年
2018年的排名顯示，全球30個國家中，法國的表現名列第一。此外，排在前10名的國家除了法國，其後依序是德國、日本、加拿大、瑞士、英國、瑞典、澳大利亞、美國和葡萄牙。在亞洲國家中，除了排名第3位的日本名列前茅，韓國也從去年的第17名提升至第15，中國的排名維持去年的第19名。

## 外部連結
- Is China’s new communications worldview coming of age?  David Bandurski